# Liste der Johannes-Nepomuk-Darstellungen im Bezirk Baden (Niederösterreich)
Der 1729 heiliggesprochene Johannes Nepomuk gilt nach Maria und Josef als der am dritthäufigsten dargestellte Heilige in Österreich. An zahlreichen Standorten gibt es Johannes-Nepomuk-Darstellungen im niederösterreichischen Bezirk Baden (Niederösterreich).
Erst nach Böhmen, aber noch vor dessen Selig- oder Heiligsprechung, setzte in Niederösterreich jene Verehrung Johannes Nepomuks ein, die sich in Form von Statuen und Bildern dokumentiert. Gemessen an der großen Zahl plastischer und bildhafter Darstellungen ist die Zahl der Johannes Nepomuk geweihten Kirchen im Bezirk Baden allerdings verschwindend gering.

## Standorte
| Foto |                 | Objekt                                                                                       | Standort                      | Künstler                           | Baujahr | Beschreibung |
| ---- | --------------- | -------------------------------------------------------------------------------------------- | ----------------------------- | ---------------------------------- | ------- | --- |
| ja   | Datei hochladen | Johannes-Nepomuk-Kapelle Johannes Nepomuk HERIS-ID: 66686 Objekt-ID: 79594 marterl.at: 11052 | Alland ·                      |                                    |         | Bei der Stephanibrücke von Alland steht eine Johannes-Nepomuk-Kapelle mit einer hölzernen Statue Johannes Nepomuks aus der zweiten Hälfte des 18. Jahrhunderts. Die Kapelle steht unter Denkmalschutz. |
| ja   | Datei hochladen | Johannes-Nepomuk-Figur Johannes Nepomuk                                                      | Altenmarkt an der Triesting · |                                    |         | Im Haus Altenmarkt an der Triesting 34 befinden sich als Nischenfiguren Darstellungen der heiligen Florian und Johannes Nepomuk. |
| ja   | Datei hochladen | Johannes-Nepomuk-Figur Johannes Nepomuk                                                      | Baden ·                       |                                    | 1724    | In der Gutenbrunner Straße in Baden steht eine Statue Johannes Nepomuks aus dem Jahr 1724. |
|      | Datei hochladen | Statue Johannes Nepomuk                                                                      | Baden                         |                                    |         | Auf der Brücke über die Schwechat im Zuge der Bundesstraße 210 steht in Baden eine Statue Johannes Nepomuks aus dem Ende des 18. Jahrhunderts. 1975 wurde sie von Guntramsdorf hierher versetzt. Anmerkung: Aktuell (2019) steht die Statue seit Jahren nicht mehr an diesem Ort. |
| ja   | Datei hochladen | Johannes-Nepomuk-Statue Johannes Nepomuk HERIS-ID: 64588 Objekt-ID: 77325                    | Baden ·                       |                                    |         | Beim Haus Wassergasse 14 steht eine Statue Johannes Nepomuks aus der ersten Hälfte des 18. Jahrhunderts. Sie steht unter Denkmalschutz. |
| ja   | Datei hochladen | Statue Johannes Nepomuk                                                                      | Baden ·                       |                                    |         | An der Außenwand der Pfarrkirche Baden St. Stephan im Bereich der Apsis steht eine Johannes-Nepomuk-Statue unter einem Vordach. |
| ja   | Datei hochladen | Statue Johannes Nepomuk                                                                      | Bad Vöslau ·                  |                                    |         | Im Vöslauer Schlosspark steht eine Statue mit typischen Attributen Johann Nepomuks. Die Handhaltung deutet auf ein fehlendes Kreuz hin. |
| BW   | Datei hochladen | Statue Johannes Nepomuk                                                                      | Deutsch-Brodersdorf ·         |                                    |         | Östlich der Burgenländerstraße in Deutsch-Brodersdorf steht eine zwischen 1997 und 1998 errichtete Wegkapelle mit einer Statue des Heiligen aus der ersten Hälfte des 18. Jahrhunderts. |
| ja   | Datei hochladen | Johannes-Nepomuk-Statue Johannes Nepomuk HERIS-ID: 16423 Objekt-ID: 12683                    | Ebreichsdorf ·                |                                    |         | Die Statue des hl. Nepomuk stammt aus dem beginnenden 18. Jahrhundert und stand ursprünglich am Hauptplatz. Im Jahr 1980 wurde die Statue an die Brücke über die Piesting versetzt. |
|      | Datei hochladen | Statue Johannes Nepomuk                                                                      | Ebreichsdorf                  |                                    |         | Auf einem aus der zweiten Hälfte des 17. Jahrhunderts stammenden Pestkreuzes an der Wiener Neustädter Straße in der Nähe der Piesting befindet sich unter anderem ein Relief Johannes Nepomuks. Derzeit ist nur der Sockel vorhanden. |
| BW   | Datei hochladen | Statue Johannes Nepomuk HERIS-ID: 66161 Objekt-ID: 79037                                     | Ebreichsdorf ·                |                                    |         | Die Dreifaltigkeitssäule ist ein Obelisk mit der Statuengruppe Gottvater, -sohn und Maria umgeben von Statuen der Pestheiligen Sebastian, Rochus und Johannes Nepomuk auf Volutenkonsolen. Die unter Denkmalschutz stehende Säule stammt aus dem 1. Viertel des 18. Jahrhunderts. |
| ja   | Datei hochladen | Johannes-Nepomuk-Bildstock Johannes Nepomuk HERIS-ID: 66946 Objekt-ID: 79860                 | Gainfarn ·                    |                                    |         | Der Figurenbildstock befindet sich auf der Kottingbrunnerstraße und steht unter Denkmalschutz. |
|      | Datei hochladen | Statue Johannes Nepomuk                                                                      | Grillenberg                   |                                    |         | Das linke Chorfenster der Pfarrkirche von Grillenberg zeigt eine mit 1911 datierte und von sieben Sternen umrahmte Darstellung Johannes Nepomuks. |
| ja   | Datei hochladen | Johannes-Nepomuk-Statue Johannes Nepomuk                                                     | Heiligenkreuz ·               |                                    |         | Beim Studentenheim von Heiligenkreuz stehen an der Mauer zum ehemaligen Meierhof eine Statue Johannes Nepomuks und zwei Putti aus dem 18. Jahrhundert. |
| ja   | Datei hochladen | Johannes-Nepomuk-Statue Johannes Nepomuk                                                     | Heiligenkreuz ·               |                                    |         | Mit dem Rücken zu obiger Figurengruppe steht auf dem anderen Ufer des Sattelbachs eine einzelne Statue Johannes Nepomuks. |
| ja   | Datei hochladen | Glasfenster Johannes Nepomuk HERIS-ID: 64325 Objekt-ID: 77032 marterl.at: 20251              | Helenental ·                  |                                    |         | In der Cholerakapelle bei der Antonsgrotte nördlich der Straße nach Baden bei Wien befinden sich aus der Zeit um 1831 stammende Glasfenster mit Darstellungen Johannes Nepomuks. |
|      | Datei hochladen | Statue Johannes Nepomuk                                                                      | Hernstein                     |                                    |         | An der Nordwand der Laurentiuskapelle in der Pfarrkirche von Hernstein befindet sich eine Statue Johannes Nepomuks aus der Mitte des 18. Jahrhunderts. |
| BW   | Datei hochladen | Statue Johannes Nepomuk                                                                      | Hernstein ·                   |                                    |         | Außerhalb des Ortsgebietes von Hernstein steht eine 1897 erbaute Johannes-Nepomuk-Kapelle mit einer Statuette des Heiligen. |
|      | Datei hochladen | Statue Johannes Nepomuk                                                                      | Kleinfeld                     |                                    |         | In der Ortskapelle von Kleinfeld befindet sich eine Figur Johannes Nepomuks aus dem Anfang des 19. Jahrhunderts. |
| ja   | Datei hochladen | Johannes-Nepomuk-Wegkapelle Johannes Nepomuk                                                 | Klein-Mariazell ·             |                                    |         | Nördlich des ehemaligen Klosters des Benediktinerordens von Klein-Mariazell steht eine Wegkapelle mit einer Statue Johannes Nepomuks aus dem Ende des 18. Jahrhunderts. |
| ja   | Datei hochladen | Johannes-Nepomuk-Wegkapelle Johannes Nepomuk HERIS-ID: 66640 Objekt-ID: 79546                | Kottingbrunn ·                |                                    |         | Auf dem Kirchenplatz von Kottingbrunn steht eine Johannes-Nepomuk-Statue |
| ja   | Datei hochladen | Johannes-Nepomuk-Statue Johannes Nepomuk HERIS-ID: 65829 Objekt-ID: 78698                    | Landegg ·                     |                                    |         | Beim Haus Hauptstraße 6 in Landegg steht eine von Thomas Gundacker von Starhemberg gestiftete Statue Johannes Nepomuks. Die Statue wurde vermutlich in der ersten Hälfte des 19. Jahrhunderts von der Brücke über die Leitha hierher versetzt. |
| ja   | Datei hochladen | Johannes-Nepomuk-Wegkapelle Johannes Nepomuk HERIS-ID: 66653 Objekt-ID: 79561                | Leobersdorf ·                 |                                    |         | Bei der Brücke über die Triesting in Leobersdorf steht eine Wegkapelle mit einer Statue Johannes Nepomuks aus der Mitte des 18. Jahrhunderts. |
| ja   | Datei hochladen | Statue Johannes Nepomuk HERIS-ID: 66710 Objekt-ID: 79618                                     | Mayerling                     | Rudolf Geyling                     | 1889    | In der Kirche des Karmelitinnenklosters von Mayerling befindet sich ein 1889 von Rudolf Geyling geschaffenes Glasfenster mit einer Darstellung Johannes Nepomuks. |
| ja   | Datei hochladen | Johannes-Nepomuk-Wegkapelle Johannes Nepomuk                                                 | Möllersdorf ·                 |                                    |         | In der Münchendorferstraße von Traiskirchen steht eine Johannes-Nepomuk-Kapelle mit einer Statue des Heiligen aus dem Ende des 18. Jahrhunderts. |
| ja   | Datei hochladen | Johannes-Nepomuk-Altargemälde Johannes Nepomuk                                               | Neuhaus ·                     |                                    |         | Auf dem Hochaltar der dem heiligen Johannes Nepomuk geweihten Pfarrkirche von Neuhaus befindet sich ein Altargemälde des Heiligen. Der obere Teil des Bildes zeigt den auf Wolken schwebenden Johannes Nepomuk, der von Maria in der Himmelsglorie empfangen wird, während der darunter befindliche Bildteil den Brückensturz zeigt. Im Altaraufsatz befindet sich in einem Strahlenkranz und umgeben von Cherubsköpfen eine Darstellung der Zunge des Heiligen. |
| ja   | Datei hochladen | Statue Johannes Nepomuk HERIS-ID: 66787 Objekt-ID: 79695                                     | Nöstach ·                     |                                    |         | In der Pfarr- und Wallfahrtskirche von Hafnerberg befindet sich eine Darstellung Johannes Nepomuks als Konsolfigürchen. |
| ja   | Datei hochladen | Nischenfigur Johannes Nepomuk                                                                | Pottendorf ·                  |                                    |         | Im Langhaus der Pottendorfer Pfarrkirche befindet sich eine Darstellung Johannes Nepomuks aus dem 18. Jahrhundert als Nischenfigur. |
| ja   | Datei hochladen | Statue Johannes Nepomuk HERIS-ID: 65758 Objekt-ID: 78623                                     | Pottendorf ·                  |                                    | 1748    | Auf dem Kirchenplatz von Pottendorf steht eine Statue Johannes Nepomuks aus dem Jahr 1748. 2013 wurde sie vor die Wiener Straße 9 versetzt. |
| ja   | Datei hochladen | Johannes-Nepomuk-Statue, Johannes Nepomuk                                                    | Pottenstein ·                 |                                    |         | Vor dem Altar der Pestkapelle in der Pfarrkirche von Pottenstein befindet sich eine Statue Johannes Nepomuks. |
| BW   | Datei hochladen | Figur Johannes Nepomuk                                                                       | Pottenstein ·                 |                                    |         | Im Obergeschoß eines Hauses auf dem Hauptplatz von Pottenstein befinden sich in Nischen Statuetten der heiligen Florian und Johannes Nepomuks. |
| BW   | Datei hochladen | Statue Johannes Nepomuk                                                                      | Pottenstein ·                 |                                    |         | In der Gutensteinerstraße in Pottenstein befindet sich eine Ecknische mit einer Statue Johannes Nepomuks aus der Mitte des 18. Jahrhunderts. |
|      | Datei hochladen | Statue Johannes Nepomuk                                                                      | Reisenberg                    |                                    |         | Im Langhaus der Pfarrkirche von Reisenberg befinden sich an der rechten Seite ein 1906 von der Firma Geyling gefertigtes Glasfenster mit einer Darstellung Johannes Nepomuks und eine Skulptur Johannes Nepomuks aus der Zeit um 1720 bis 1730. |
| ja   | Datei hochladen | Johannes-Nepomuk-Kapelle, Johannes Nepomuk HERIS-ID: 65933 Objekt-ID: 78802                  | Reisenberg ·                  |                                    |         | Bei der Brücke über den Reisenbach im Zuge der Rosengasse steht eine Johannes-Nepomuk-Kapelle mit einer Statue des Heiligen aus der Zeit um 1780. |
|      | Datei hochladen | Statue Johannes Nepomuk                                                                      | Sankt Veit an der Triesting   |                                    |         | Am Mittelpfeiler der Langhauswand der Pfarrkirche von Sankt Veit an der Triesting befindet sich eine Statue aus dem vierten Viertel des 19. Jahrhunderts. |
| ja   | Datei hochladen | Statue Johannes Nepomuk HERIS-ID: 65976 Objekt-ID: 78846                                     | Schönau ·                     |                                    | 1889    | In der Liechtensteinstraße in Schönau steht eine Johannes Nepomuk geweihte Wegkapelle aus dem Jahr 1889 mit einer Statue des Heiligen aus dem Jahr 1764. |
| ja   | Datei hochladen | Statue Johannes Nepomuk                                                                      | Schönau ·                     |                                    |         | Bei einer Brücke im Schlosspark Schönau befindet sich eine Nepomukstatue. |
| ja   | Datei hochladen | Statue Johannes Nepomuk HERIS-ID: 50544 Objekt-ID: 55628                                     | Schwarzensee ·                |                                    |         | In der Filialkirche hl. Ägydius in Schwarzensee, Weißenbach an der Triesting, steht eine Statue des hl. Johannes Nepomuk rechts an der Altarwand. |
|      | Datei hochladen | Statue Johannes Nepomuk                                                                      | Seibersdorf                   |                                    |         | In der Pfarrkirche von Seibersdorf steht eine Statue Johannes Nepomuks aus der ersten Hälfte des 18. Jahrhunderts. |
| ja   | Datei hochladen | Statue Johannes Nepomuk HERIS-ID: 65981 Objekt-ID: 78851                                     | Seibersdorf ·                 |                                    |         | Südlich des Marktplatzes von Seibersdorf steht eine 1775 errichtete Johannes-Nepomuk-Kapelle mit einer Statue des Heiligen aus der zweiten Hälfte des 18. Jahrhunderts. |
| ja   | Datei hochladen | Statue Johannes Nepomuk                                                                      | Sooß ·                        |                                    |         | Auf dem linken Seitenaltar der Pfarrkirche von Sooß befindet sich ein Nischenbaldachin mit einer Darstellung Johannes Nepomuks aus dem dritten Viertel des 18. Jahrhunderts als Konsolfigur. |
| ja   | Datei hochladen | Kapelle Johannes Nepomuk                                                                     | Tattendorf ·                  |                                    |         | In Tattendorf steht auf dem Raiffeisenplatz bei der Brücke über die Triesting eine Johannes-Nepomuk-Kapelle mit einer Statue des Heiligen. |
| ja   | Datei hochladen | Statue Johannes Nepomuk                                                                      | Teesdorf ·                    |                                    | 2000    | Bei der Brücke über die Triesting in Teesdorf steht eine aus Beton gegossene Statue Johannes Nepomuks aus dem Jahr 2000. |
| ja   | Datei hochladen | Statue Johannes Nepomuk                                                                      | Thenneberg ·                  |                                    |         | In Thenneberg befindet sich eine Darstellung Johannes Nepomuks aus der Mitte des 18. Jahrhunderts als Nischenfigur. |
| ja   | Datei hochladen | Kapelle Johannes Nepomuk HERIS-ID: 66807 Objekt-ID: 79716                                    | Thenneberg ·                  |                                    | 1739    | An der Straße von Thenneberg nach Altenmarkt an der Triesting steht eine Wegkapelle mit einer Statue Johannes Nepomuks aus dem Jahr 1739. Die Kapelle steht unter Denkmalschutz. |
| ja   | Datei hochladen | Statue Johannes Nepomuk                                                                      | Traiskirchen ·                | J. Resler und Martin Nösselthaller | 1764    | In der Pfarrkirche Traiskirchen befindet sich eine Gegenkanzel mit einer von J. Resler und Martin Nösselthaller geschaffenen Statue Johannes Nepomuks aus dem Jahr 1764. |
|      | Datei hochladen | Statue Johannes Nepomuk                                                                      | Traiskirchen                  |                                    |         | In der Filialkirche zum. hl. Nikolaus von Traiskirchen befindet sich eine Darstellung Johannes Nepomuks mit Putten und Wolken aus der Mitte des 18. Jahrhunderts als Konsolstatue. |
| ja   | Datei hochladen | Statue Johannes Nepomuk HERIS-ID: 65451 Objekt-ID: 78281                                     | Traiskirchen ·                |                                    |         | Bei der Brücke auf dem Weg zur Pfarrkirche Traiskirchen stehen mit 1716 datierte Statuen der heiligen Sebastian und Johannes Nepomuks. |
|      | Datei hochladen | Statue Johannes Nepomuk                                                                      | Traiskirchen                  |                                    |         | In der Kapellengasse von Traiskirchen befindet sich eine Kapelle mit zwei Figuren Johannes Nepomuks aus der Zeit um 1800. |
| ja   | Datei hochladen | Statue Johannes Nepomuk HERIS-ID: 65500 Objekt-ID: 78343                                     | Tribuswinkel ·                |                                    |         | Auf dem Kirchenplatz an der Oeynhausener Straße in Tribuswinkel steht eine Statue Johannes Nepomuks. Am Sockel der mit 1722 datierten Statue befindet sich ein Doppeladler. |
| ja   | Datei hochladen | Wegkapelle Johannes Nepomuk                                                                  | Tribuswinkel ·                |                                    |         | In der Pfarrgasse von Tribuswinkel befindet sich eine 1966 errichtete Wegkapelle mit einer polychromierten volkstümlichen Statue Johannes Nepomuks aus dem Ende des 18. oder dem Anfang des 19. Jahrhunderts. |
| ja   | Datei hochladen | Statue Johannes Nepomuk HERIS-ID: 66571 Objekt-ID: 79474                                     | Unterwaltersdorf ·            |                                    |         | Auf der Mariensäule von Unterwaltersdorf befindet sich unter anderem auch eine Figur Johannes Nepomuks. |
| ja   | Datei hochladen | Kapelle Johannes Nepomuk HERIS-ID: 50759 Objekt-ID: 56065                                    | Unterwaltersdorf ·            |                                    |         | Vor dem Pfarrhof von Unterwaltersdorf steht eine Johannes-Nepomuk-Kapelle mit einer Statue des Heiligen aus dem Jahr 1824. |
| ja   | Datei hochladen | Statue Johannes Nepomuk HERIS-ID: 66585 Objekt-ID: 79488                                     | Unterwaltersdorf ·            |                                    | 1766    | Im Ostteil von Unterwaltersdorf steht eine Johannes-Nepomuk-Kapelle mit einer Statue des Heiligen aus dem Jahr 1766. |
|      | Datei hochladen | Statue Johannes Nepomuk                                                                      | Wampersdorf                   |                                    |         | In der Vorhalle der Pfarrkirche von Wampersdorf befindet sich eine Statue Johannes Nepomuks aus der ersten Hälfte des 18. Jahrhunderts. |